# Nordreälvsbron
Nordreälvsbron är en bro i Kungälv i Bohuslän. Motorvägen på E6 går över bron. Bron går över Nordre älv och är en del av den viktiga motorvägen mellan Oslo och Köpenhamn via Göteborg.
Bron är 956 meter lång, har en segelfri höjd på 12,5 meter och är byggd 1968. Bron var tidigare öppningsbar, men i samband med renoveringen av bron 2019-2022 togs broklaffarna bort. Broöppning skedde enbart vid ett fåtal tillfällen och då för funktionskontroll. Öppning kunde genomföras i undantagsfall om ordinarie led i Göta älv blev spärrad. Vattendjupet i Nordre älvs mynning är för litet för fraktfartyg.